# The Dover Boys
The Dover Boys at Pimento University or The Rivals of Roquefort Hall (с англ. — «Мальчишки из Дувра в университете Пименто или противостояние в Рокфорт-Холл») — короткометражный анимационный фильм Чака Джонса из цикла «Весёлые мелодии». Вышел в прокат 19 сентября 1942 года. Мультфильм пародирует популярную в начале XX века серию детских книг «Rover Boys».
The Dover Boys — один из ранних примеров применения ограниченной анимации и других техник, получивших широкое распространение уже в 1950-е годы. Историк анимации Майкл Барриер писал: «Можно ли назвать The Dover Boys первым „современным“ мультфильмом? …Стиль, в котором его сделал Чак Джонс предвосхитил то, что современные студии, такие как UPA, делали спустя десятилетие».
В 1994 году мультфильм попал в книгу Джерри Бека «50 величайших мультфильмов», где занял 49 место.

## Сюжет
Трое братьев, Том, Дик и Ларри из университета Пименто идут на свидание с Дорой Стэндпайп, воспитанницей женской академии Мисс Чедар, мужественно избегая сомнительных кабаков. В одном из этих кабаков обитает злодей Дэн Бэкслайд, который мечтает жениться на Доре ради денег. Во время свидания братья увлеклись игрой в прятки и спрятались под стол в том самом заведении, где находился Дэн. Увидев мальчишек, Дэн решил похитить беззащитную Дору, для чего угнал бесхозный автомобиль. Братья не сразу услышали крик о помощи, а Дэн беспрепятственно отвёз её в своё логово в горах. Там Дору увидел бойскаут и отправил мальчишкам телеграмму. Сама Дора тем временем устроила погром в доме Дэна. Прибыв в логово злодея, мальчишки подрались с изрядно уже побитым Дэном и случайно вывели из строя друг друга, а Дора отправилась гулять с местным дурачком.

## История создания
Увидев работу Джонса, Шлезингер и другие руководители студии были недовольны. Им не понравилась ни ограниченная анимация, ни то, как Чак использовал сухую кисть. Слишком уж мультфильм отличался от всего того, что было привычным в то время. Его даже хотели уволить, несмотря на то, что студии как раз требовалось найти новый стиль, чтобы отойти от подражания Диснею. Однако найти ему замену было непросто из-за войны, поэтому с увольнением пришлось подождать.
Актёры озвучки не были указаны в титрах, Дэна и почтальона вероятно озвучивал Мел Бланк, закадровый текст читал Джон МакЛейш, ранее работавший на студии Диснея.